# The Footlight Lure
The Footlight Lure è un cortometraggio muto del 1917 diretto da David Smith.
È il quinto episodio della serie cinematografica a un rullo The Dangers of Doris prodotta dalla Vitagraph tra il 1916 e il 1917 che aveva come protagonista l'attrice Mary Anderson. È conosciuto anche con il titolo alternativo The Burlesque Blackmailers.

## Produzione
Il film fu prodotto dalla Vitagraph Company of America (come Broadway Star Features).

## Distribuzione
Distribuito dalla General Film Company, il film - un cortometraggio in una bobina - uscì nelle sale cinematografiche statunitensi il 26 gennaio 1917.